# Chiesa di Nostra Signora della Visitazione
La chiesa di Nostra Signora della Visitazione è un luogo di culto cattolico situato nella frazione di Vara Superiore, in via Nostra Signora della Visitazione, nel comune di Urbe in provincia di Savona.

## Storia e descrizione

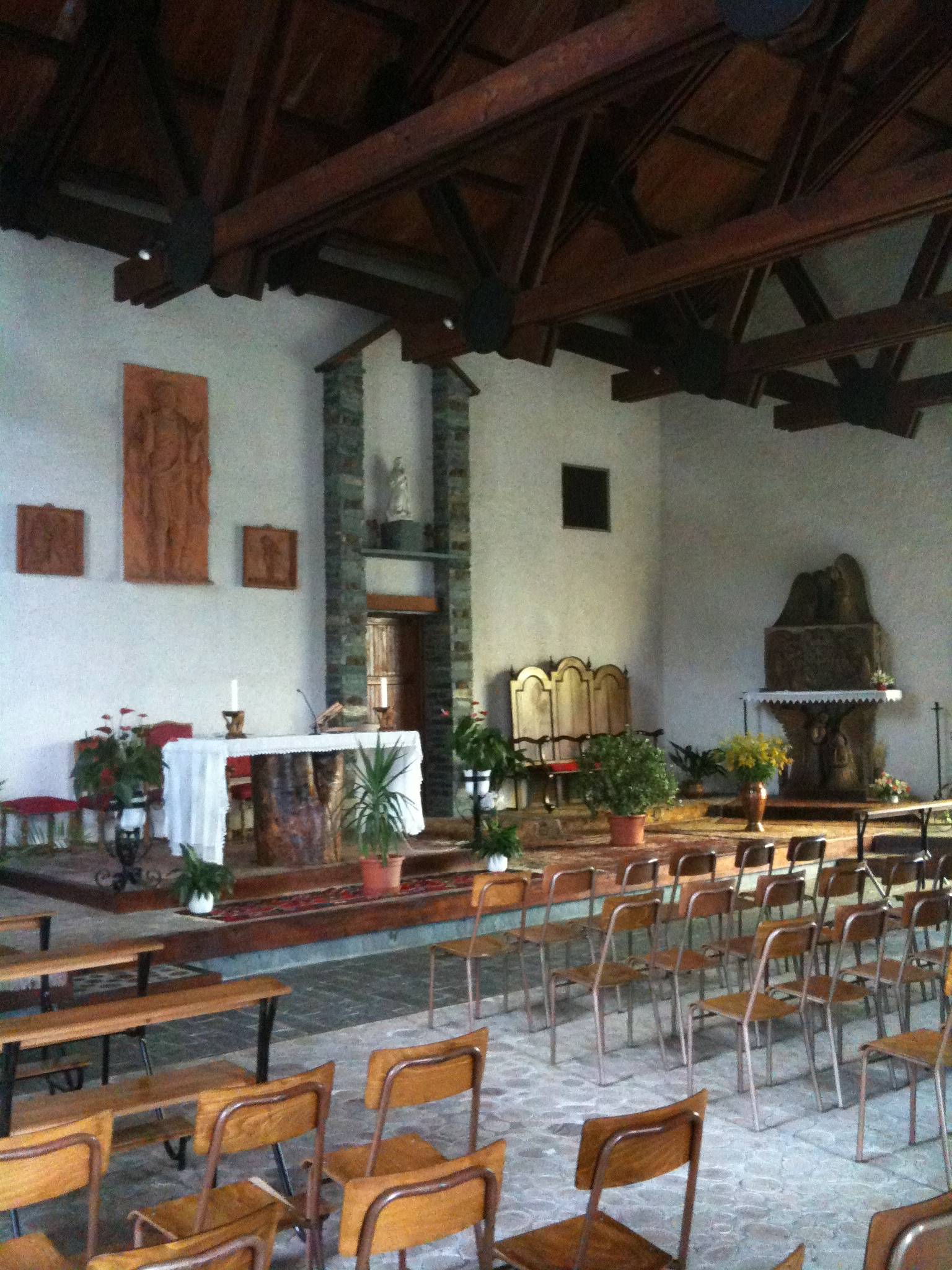
L'Interno della chiesa

Una prima cappella fu benedetta il 13 settembre 1856. Nel 1860 tale cappella fu ampliata destinando l'edificio originario a presbiterio e costruendovi innanzi una nuova navata. Ai primi del Novecento risale invece la costruzione del campanile. Nel 1970 la cappella fu demolita (eccetto il campanile) e riedificata nelle forme moderne attuali.
Costituita da un unico vano, è caratterizzata dalla peculiarità dei materiali utilizzati: vetri policromi, legno per il soffitto e il pavimento, pietra locale in parte della muratura. L'interno è luminoso e accogliente e vi si trovano sia opere moderne in terracotta che alcuni antichi arredi della cappella ottocentesca, tra cui un crocifisso processionale.